# Asíncrito de Hircânia
Asíncrito de Hircânia(em grego:  Ἀσύγκριτος - "incomparável") é um dos Setenta Discípulos. Ele foi um bispo da cidade de Hircânia, e é citado no Novo Testamento em «Saudai a Asíncrito, a Flegonte, a Hermes, a Pátrobas, a Hermas e aos irmãos que estão com eles.» (Romanos 16:14).

## Fonte
Assim como diversos outros santos, Asíncrito teve sua vida contada no livro Prólogo de Ohrid, de São Nikolai Velimirovic.